# Ємельно
Ємельно (пол. Jemielno, нім. Gimmel) — село в Польщі, у гміні Ємельно Ґуровського повіту Нижньосілезького воєводства.
Населення — 369 осіб (2011).
У 1975—1998 роках село належало до Лешненського воєводства.

## Демографія
Демографічна структура станом на 31 березня 2011 року:
|          | Загалом | Допрацездатний вік | Працездатний вік | Постпрацездатний вік |
| -------- | ------- | ------------------ | ---------------- | -------------------- |
| Чоловіки | 170     | 40                 | 110              | 20                   |
| Жінки    | 199     | 38                 | 110              | 51                   |
| Разом    | 369     | 78                 | 220              | 71                   |